# Списак народних хероја: Б
Списак народних хероја чије презиме почиње на слово B, за остале народне хероје погледајте Списак народних хероја:
      одликовани постхумно
      одликовани за живота
| рб.  | име и презиме             | датум и место рођења                           | датум и место смрти                        | год. | занимање пре рата              | начин смрти (само за погинуле)                                                  | датум одликовања                               | реф.                          | нап.        |
| ---- | ------------------------- | ---------------------------------------------- | ------------------------------------------ | ---- | ------------------------------ | ------------------------------------------------------------------------------- | ---------------------------------------------- | ----------------------------- | ----------- |
| 1.   | Илија Бабић               | 26. јул 1911. Клобук, Требиње                  | 19. април 1976. Сарајево                   | 65   | земљорадник                    | умро након рата                                                                 | 27. новембар 1953.                             | [ 1 ] [ 2 ] [ 3 ]             |             |
| 2.   | Никола Бабић Мика         | 26. новембар 1917. Бриње, Сењ                  | 19. октобар 1941. Загреб                   | 24   | студент агрономије             | стрељале га усташе у Максимиру                                                  | 20. децембар 1951.                             | [ 4 ] [ 5 ] [ 6 ] [ 3 ]       |             |
| 3.   | Петар Бабић               | 1. новембар 1919. Тишковац Лички, Доњи Лапац   | 31. октобар 2006. Београд                  | 87   | металски радник                | умро након рата                                                                 | 27. новембар 1953.                             | [ 1 ] [ 7 ] [ 8 ]             |             |
| 4.   | Радомир Бабић             | 2. септембар 1909. Сиге, Даниловград           | 1. децембар 1996. Београд                  | 87   | чиновник                       | умро након рата                                                                 | 10. јул 1953.                                  | [ 9 ] [ 6 ] [ 10 ]            |             |
| 5.   | Спасенија Цана Бабовић    | 25. март 1907. Лазаревац                       | 17. децембар 1977. Београд                 | 70   | текстилна радница              | умрла након рата                                                                | 5. јул 1952.                                   | [ 11 ] [ 12 ] [ 10 ]          |             |
| 6.   | Владо Багат               | 22. октобар 1915. Сплит                        | 1. јун 1944. Олиб, Задар                   | 29   | возач                          | погинуо у борби против Немаца                                                   | 10. септембар 1948.                            | [ 13 ] [ 14 ] [ 15 ]          |             |
| 7.   | Маријан Бадел             | 3. јул 1920. Копривница                        | 22. јун 1944. Света Јана, Јастребарско     | 24   | чиновник                       | погинуо у борби против Немаца и усташа                                          | 6. децембар 1944.                              | [ 16 ] [ 17 ]                 | [ а ] [ б ] |
| 8.   | Илија Бадовинац           | 21. август 1917. Росалнице, Метлика            | 12. фебруар 1944. Римске Топлице, Цеље     | 27   | земљорадник                    | погинуо у борби против Немаца                                                   | 20. децембар 1951.                             | [ 4 ] [ 5 ] [ 17 ] [ 15 ]     |             |
| 9.   | Ђуро Баић                 | 15. јун 1921. Пецка, Топуско                   | 1. март 1942. Врнограч, Велика Кладуша     | 21   | свршени матурант               | погинуо у борби против усташа                                                   | 24. јул 1953.                                  | [ 20 ] [ 21 ] [ 22 ]          |             |
| 10.  | Владо Бајић               | 17. јул 1915. Бара, Босански Петровац          | 23. јун 2004. Београд                      | 89   | физички радник                 | умро након рата                                                                 | 23. јул 1952.                                  | [ 23 ] [ 24 ] [ 25 ]          |             |
| 11.  | Крсто Бајић               | 12. септембар 1920. Беране                     | 23. август 1944. Негбина, Нова Варош       | 24   | студент филозофије             | погинуо у борби против четника                                                  | 13. март 1945.                                 | [ 26 ] [ 27 ] [ 22 ]          |             |
| 12.  | Симо Бајић                | 4. фебруар 1903. Ресановци, Босанско Грахово   | 11. децембар 1942. Сански Мост             | 39   | земљорадник                    | погинуо у борби против усташа                                                   | 20. децембар 1951.                             | [ 4 ] [ 5 ] [ 27 ] [ 28 ]     |             |
| 13.  | Слободан Бајић Паја       | 26. јун 1916. Шидски Бановци, Шид              | 16. јул 1943. Калесија                     | 27   | студент филозофије             | погинуо у борби против Немаца                                                   | 5. јул 1952.                                   | [ 11 ] [ 21 ] [ 29 ]          |             |
| 14.  | Филип Бајковић            | 20. мај 1910. Каиро (Египат)                   | 15. фебруар 1985. Београд                  | 75   | правник                        | умро након рата                                                                 | 27. новембар 1953.                             | [ 1 ] [ 30 ] [ 25 ]           |             |
| 15.  | Милош Бајовић             | 13. април1921. Баљци, Билећа                   | 25. април 1944. Баљци, Билећа              | 23   | земљорадник                    | погинуо у борби против четника                                                  | 24. јул 1953.                                  | [ 20 ] [ 14 ] [ 31 ]          |             |
| 16.  | Мето Баjрактари           | 1916. Косовска Митровица                       | децембар 1943. Небрегоште, Призрен         | 27   | студент права                  | погинуо у борбама                                                               | 26. децембар 1973.                             | [ 32 ] [ 33 ]                 |             |
| 17.  | Владимир Бакарић          | 8. март 1912. Велика Горица                    | 16. јануар 1983. Загреб                    | 71   | доктор правних наука           | умро након рата                                                                 | 23. јул 1952.                                  | [ 23 ] [ 34 ] [ 33 ]          |             |
| 18.  | Мустафа Бакија            | 1920. Ђаковица                                 | 12. мај 1944. Призрен                      | 24   | кројачки радник                | погинуо у борбама против Немаца и балиста                                       | 14. децембар 1949.                             | [ 35 ] [ 36 ] [ 37 ] [ 38 ]   |             |
| 19.  | Митар Бакић               | 7. новембар 1908. Бериславци, Подгорица        | 25. новембар 1960. Београд                 | 52   | правник                        | умро након рата                                                                 | 20. децембар 1951.                             | [ 4 ] [ 39 ] [ 40 ] [ 41 ]    |             |
| 20.  | Рајка Баковић             | 23. септембар 1920. Оруро (Боливија)           | 29. децембар 1941. Загреб                  | 21   | студент филозофије             | умрла у болници од последица мучења у усташкој полицији                         | 24. јул 1953.                                  | [ 20 ] [ 42 ] [ 43 ]          |             |
| 21.  | Љубо Бакоч                | 19. фебруар 1897. Поља, Мојковац               | 8. мај 1942. Урошевина, Мојковац           | 45   | шумарски радник                | погинуо у борби против четника                                                  | 10. јул 1953.                                  | [ 9 ] [ 30 ] [ 38 ]           |             |
| 22.  | Ђуро Бакрач               | 3. март 1915. Лушчани, Петриња                 | 22. јун 1996. Загреб                       | 81   | земљорадник                    | умро након рата                                                                 | 27. новембар 1953.                             | [ 1 ] [ 42 ] [ 43 ]           |             |
| 23.  | Марко Балетић             | 21. октобар 1917. Броћанац, Никшић             | 13. јун 1943. Тјентиште, Фоча              | 26   | студент медицине               | погинуо у борби против Немаца, током битке на Сутјесци                          | 10. јул 1952.                                  | [ 44 ] [ 45 ] [ 46 ]          |             |
| 24.  | Јанко Балорда             | 19. мај 1917. Оџак, Високо                     | септембар 1942. Средње, Сарајево           | 25   | студент шумарства              | заробили га и убили четници                                                     | 23. јул 1952.                                  | [ 23 ] [ 37 ] [ 47 ]          |             |
| 25.  | Младен Балорда            | 1921. Мостар                                   | 15. јул 1943. Мостар                       | 22   | ученик                         | стрељали га Немци                                                               | 5. јул 1951.                                   | [ 48 ] [ 49 ] [ 47 ]          |             |
| 26.  | Милутин Балтић            | 2. децембар 1920. Доње Селиште, Глина          | 27. октобар 2013. Загреб                   | 93   | машинбраварски радник          | умро након рата                                                                 | 27. новембар 1953.                             | [ 1 ]                         | [ в ]       |
| 27.  | Олга Бан                  | 29. јун 1926. Заречје, Пазин                   | 8. октобар 1943. Пазин                     | 17   | кројачка помоћница             | стрељали је Немци, заједно са оцем Матом                                        | 26. септембар 1973.                            | [ 52 ] [ 51 ]                 |             |
| 28.  | Анте Банина               | 6. април 1915. Вели Иж, Загреб                 | 15. април 1977. Београд                    | 62   | тапетарски радник              | умро након рата                                                                 | 20. децембар 1951.                             | [ 4 ] [ 39 ] [ 53 ] [ 54 ]    |             |
| 29.  | Недељко Барнић Жарки      | 13. септембар 1922. Меленци, Бечкерек          | 13. септембар 1944. Велики Бечкерек        | 22   | трговачки помоћник             | Немци га живог закопали на Багљашу                                              | 6. јул 1953.                                   | [ 55 ] [ 53 ] [ 54 ]          |             |
| 30.  | Симо Баровић              | август 1914. Браћани, Даниловград              | 2. март 1943. Горњи Вакуф                  | 29   | земљорадник                    | погинуо у борби против Немаца, током битке на Неретви                           | 20. децембар 1951.                             | [ 4 ] [ 5 ] [ 56 ] [ 57 ]     |             |
| 31.  | Исидор Барух              | 23. април 1910. Београд                        | 18. август 1941. Злакуса, Ужице            | 31   | машински инжењер               | погинуо у борби против Немаца и албанских жандарма                              | 6. јул 1953.                                   | [ 55 ] [ 58 ] [ 59 ]          |             |
| 32.  | Карло Батко               | 17. мај 1907. Сарајево                         | 2. март 1943. Бијела, Коњиц                | 36   | браварски радник               | погинуо од авионске бомбе, заједно са Радетом Шпанцем                           | 5. јул 1951.                                   | [ 48 ] [ 60 ] [ 61 ]          |             |
| 33.  | Игњо Батрнек Мали         | 30. јануар 1923. Чепин, Осијек                 | 26. фебруар 1945. Осијек                   | 22   | тесарски радник                | тешко рањен се убио да га не заробе усташе                                      | 24. јул 1953.                                  | [ 20 ] [ 58 ] [ 61 ]          |             |
| 34.  | Максимилијан Баће         | 12. октобар 1914. Пакоштане, Задар             | 4. децембар 2005. Сплит                    | 86   | студент филозофије             | умро након рата                                                                 | 24. јул 1953.                                  | [ 20 ] [ 62 ] [ 18 ]          |             |
| 35.  | Алекса Бацковић           | 1911. Дреноштица, Никшић                       | 2. јун 1944. Крчани, Удбина                | 33   | правник                        | заробили га и убили четници                                                     | 20. децембар 1951.                             | [ 4 ] [ 5 ] [ 63 ] [ 64 ]     |             |
| 36.  | Раде Башић                | 21. март 1919. Доњи Гаревци, Приједор          | 22. април 1991. Београд                    | 72   | студент права                  | умро након рата                                                                 | 20. децембар 1951.                             | [ 4 ] [ 65 ] [ 60 ] [ 59 ]    |             |
| 37.  | Алеш Беблер               | 8. јун 1907. Идрија                            | 12. август 1981. Љубљана                   | 74   | доктор правних наука           | умро након рата                                                                 | 21. јул 1953.                                  | [ 66 ]                        | [ г ]       |
| 38.  | Мухарем Бектеши           | 7. фебруар 1922. Косовска Митровица            | 25. април 1944. Тирана (Албанија)          | 22   | машинбраварски радник          | убила га у затвору албанска полиција                                            | 5. јул 1952.                                   | [ 11 ] [ 69 ]                 | [ д ]       |
| 39.  | Марко Белинић             | 13. август 1911. Јаковље, Доња Стубица         | 19. децембар 2004. Загреб                  | 93   | крзнарски радник               | умро након рата                                                                 | 24. јул 1953.                                  | [ 20 ] [ 71 ] [ 72 ]          |             |
| 40.  | Малчи Белич               | 7. јун 1908. Љубљана                           | 31. јануар 1943. Љубљана                   | 35   | благајница                     | убила је у затвору италијанска полиција                                         | 27. новембра 1953.                             | [ 1 ] [ 73 ] [ 72 ]           |             |
| 41.  | Саво Беловић              | 30. новембар 1904. Хргуд, Столац               | 28. април 1942. околина Љубиња             | 38   | физички радник                 | погинуо у борби против усташа                                                   | 7. август 1942.                                | [ 74 ] [ 75 ] [ 76 ]          |             |
| 42.  | Јован Бељански            | 25. новембар 1901. Стари Кер, Врбас            | 23. мај 1982. Нови Сад                     | 81   | кројачки радник                | умро након рата                                                                 | 7. јул 1953.                                   | [ 69 ] [ 77 ]                 |             |
| 43.  | Манојло Бендераћ Мајо     | 18. јун 1912. Клобук, Требиње                  | 11. април 1942. околина Требиња            | 30   | графички радник                | погинуо у борби против усташа                                                   | 20. децембар 1951.                             | [ 4 ] [ 5 ] [ 78 ] [ 79 ]     |             |
| 44.  | Мијо Бенић                | 15. јул 1916. Мрежнички Новаци, Дуга Реса      | 6. април 1942. Мишљеновићи, Плашки         | 26   | коларски радник                | погинуо у борби против Италијана                                                | 24. јул 1953.                                  | [ 20 ] [ 75 ] [ 79 ]          |             |
| 45.  | Матео Бенуси Цио          | 23. октобар 1906. Ровињ                        | 16. јун 1951. Београд                      | 45   | физички радник                 | умро након рата                                                                 | 27. новембар 1953.                             | [ 1 ] [ 80 ] [ 79 ]           |             |
| 46.  | Драгомир Бенчић           | 30. октобар 1911. Пула                         | 23. јун 1967. Загреб                       | 56   | грађевински инжењер            | умро након рата                                                                 | 27. новембар 1953.                             | [ 1 ] [ 81 ]                  | [ ђ ]       |
| 47.  | Јакоб Бернард             | 21. јул 1909. Коритнo, Блед                    | 16. фебруар 1942. Ступник, Шкофја Лока     | 33   | грађевински техничар           | погинуо у борби против Немаца                                                   | 27. новембар 1953.                             | [ 1 ] [ 80 ] [ 82 ]           |             |
| 48.  | Анка Берус                | 16. децембар 1903. Сплит                       | 2. јун 1991. Загреб                        | 87   | гимназијски професор           | умрла након рата                                                                | 24. јул 1953.                                  | [ 20 ] [ 78 ] [ 83 ]          |             |
| 49.  | Ангел Беседњак            | 15. октобар 1914. Браник, Горица               | 1. новембар 1941. Јаворје, Шентјур         | 27   | браварски радник               | погинуо у борби против Немаца                                                   | 27. новембар 1953.                             | [ 1 ] [ 84 ] [ 83 ]           |             |
| 50.  | Хамид Беширевић           | 7. јануар 1919. Рудо                           | 13. јун 1943. Тјентиште, Фоча              | 24   | студент теологије              | умро од тифуса                                                                  | 27. новембар 1953.                             | [ 1 ] [ 85 ] [ 86 ]           |             |
| 51.  | Рефик Бешлагић            | 21. децембар 1919. Добој                       | 8. фебруар 1942. Понијерка, Олово          | 23   | машинбраварски радник          | погинуо у борби против усташа                                                   | 24. јул 1953.                                  | [ 20 ] [ 87 ]                 | [ е ]       |
| 52.  | Антун Бибер               | 13. април 1910. Подтурен, Чаковец              | 13. децембар 1995. Загреб                  | 85   | обућарски радник               | умро након рата                                                                 | 27. новембар 1953.                             | [ 1 ] [ 85 ] [ 88 ]           |             |
| 53.  | Јанез Бизјак              | 31. децембар 1911. Отлица, Ајдовшчина          | 29. октобар 1941. Шујица, Доброва          | 30   | браварски радник               | погинуо у борби против Италијана                                                | 27. новембар 1953.                             | [ 1 ] [ 89 ] [ 90 ]           |             |
| 54.  | Јово Бијелић              | 18. фебруар 1914. Јасење, Босанска Дубица      | 25. мај 1986. Београд                      | 72   | земљорадник                    | умро након рата                                                                 | 23. јул 1952.                                  | [ 23 ] [ 87 ] [ 88 ]          |             |
| 55.  | Божо Билић Марјан         | 1913. Цивљане, Книн                            | 4. децембар 1942. Бравнице, Јајце          | 29   | физички радник                 | погинуо у борби против Немаца                                                   | 20. децембар 1951.                             | [ 4 ] [ 5 ] [ 91 ] [ 92 ]     |             |
| 56.  | Анте Билобрк              | 3. април 1919. Брштаново, Сплит                | 25. јун 1943. Власеница                    | 24   | молерски радник                | погинуо у борби против усташа                                                   | 27. новембар 1953.                             | [ 1 ] [ 93 ] [ 94 ]           |             |
| 57.  | Војислав Биљановић        | 26. мај 1914. Цетиње                           | 27. март 1972. Београд                     | 58   | студент технике                | умро након рата                                                                 | 27. новембар 1953.                             | [ 1 ] [ 95 ] [ 94 ]           |             |
| 58.  | Златко Биљановски         | 25. јануар 1920. Пуста Река, Крушево           | 8. март 2009. Скопље                       | 89   | кројачки радник                | умро након рата                                                                 | 27. новембар 1953.                             | [ 1 ] [ 96 ]                  | [ ж ]       |
| 59.  | Мојица Бирта Зец          | 20. мај 1916. Гаково, Грубишно Поље            | 6. јул 1944. Лудбрег                       | 28   | шумски радник                  | погинуо у борби против усташа                                                   | 5. јул 1951.                                   | [ 48 ] [ 98 ] [ 97 ]          |             |
| 60.  | Петар Бишкуп Вено         | 4. април 1918. Подгорци, Бјеловар              | 27. април 1945. Пчелић, Вировитица         | 27   | молерски радник                | погинуо у борби против Немаца                                                   | 14. децембар 1949.                             | [ 35 ] [ 36 ] [ 89 ] [ 99 ]   |             |
| 61.  | Станко Бјелајац           | 21. мај 1912. Мајске Пољане, Глина             | 24. јануар 2003. Београд                   | 91   | чиновник                       | умро након рата                                                                 | 27. новембра 1953.                             | [ 1 ] [ 100 ] [ 90 ]          |             |
| 62.  | Михајло Бјелаковић        | 12. октобар 1912. Видрићи, Соколац             | 10. јун 1944. Сребреница                   | 32   | земљорадник                    | погинуо у борби против усташа                                                   | 5. јул 1951.                                   | [ 48 ] [ 101 ] [ 102 ]        |             |
| 63.  | Крсто Бјелетић            | 1917. Вукосавци, Лопаре                        | 2. јануар 1942. Пипери, Лопаре             | 25   | земљорадник                    | погинуо у борби против домобрана                                                | 24. јул 1953.                                  | [ 20 ] [ 98 ]                 | [ з ]       |
| 64.  | Никола Бјелица            | 18. фебруар 1919. Бијељани, код Билећа         | 29. септембар 1944. Билећа                 | 25   | земљорадник                    | погинуо у борби против четника                                                  | 27. новембра 1953.                             | [ 1 ] [ 104 ] [ 103 ]         |             |
| 65.  | Коста Бјелогрлић          | 1903. Липник, Гацко                            | 27. октобар 1947. Гацко                    | 44   | земљорадник                    | умро после рата                                                                 | 24. јул 1953.                                  | [ 20 ] [ 104 ] [ 105 ]        |             |
| 66.  | Вера Благојевић           | 16. мај 1920. Београд                          | 18. март 1942. Кленак, Рума                | 22   | студент медицине               | стрељали је Немци                                                               | 6. јул 1953.                                   | [ 55 ] [ 106 ] [ 107 ]        |             |
| 67.  | Милан Благојевић Шпанац   | 14. октобар 1905. Наталинци, Топла             | 30. октобар 1941. Глумач, Ужичка Пожега    | 36   | металски радник                | заробили га и убили четници                                                     | 9. мај 1945.                                   | [ 108 ] [ 106 ] [ 105 ]       |             |
| 68.  | Јаков Блажевић            | 24. март 1912. Бужим, Госпић                   | 10. децембар 1996. Загреб                  | 84   | правник                        | умро након рата                                                                 | 27. новембра 1953.                             | [ 1 ] [ 109 ] [ 110 ]         |             |
| 69.  | Едо Блажек                | 6. август 1920. Теслић                         | јун 1942. Глуха Буковица, Котор Варош      | 22   | радник                         | погинуо у борби против четника                                                  | 27. новембра 1953.                             | [ 1 ] [ 111 ] [ 107 ]         |             |
| 70.  | Мате Блажина              | 10. март 1925. Чемпаровица, Лабин              | 15. април 1945. Мрзла Водица, Делнице      | 20   | рудар                          | погинуо у борби против Немаца                                                   | 27. новембра 1953.                             | [ 1 ] [ 112 ] [ 113 ]         |             |
| 71.  | Антун Блажић              | 28. мај 1916. Глобочец, Лудбрег                | 20. септембар 1943. Марушевец, Вараждин    | 27   | земљорадник                    | погинуо у борби против усташа                                                   | 5. јул 1951.                                   | [ 48 ] [ 114 ] [ 110 ]        |             |
| 72.  | Матија Блејц              | 24. фебруар 1914. Менгеш, Љубљана              | 24. децембар 1942. Костањска планина       | 28   | кројачки помоћник              | погинуо у борби против Италијана                                                | 21. јул 1953.                                  | [ 66 ] [ 113 ]                | [ и ]       |
| 73.  | Стјепан Бобинец Шумски    | 29. новембар 1919. Алагинци, Славонска Пожега  | 29. март 1944. Дуго Село, Загреб           | 25   | чиновник                       | погинуо у борби против Немаца, усташа и Черкеза                                 | 27. новембар 1953.                             | [ 1 ] [ 115 ] [ 116 ]         |             |
| 74.  | Флоријан Бобић            | 1. мај 1913. Горњи Кућан, Вараждин             | 29. април 1942. Јалковец, Вараждин         | 29   | текстилни радник               | погинуо у борби против усташа                                                   | 20. децембар 1951.                             | [ 5 ] [ 114 ] [ 116 ]         |             |
| 75.  | Милош Бобичић             | 22. јануар 1914. Вучица, Даниловград           | 6. мај 1942. Горња Бодежишта, Гацко        | 28   | правник                        | погинуо у борби против четника                                                  | 20. децембар 1951.                             | [ 4 ] [ 5 ] [ 117 ]           | [ ј ]       |
| 76.  | Стане Бобнар              | 15. новембар 1912. Вевче, Љубљана              | 13. октобар 1986. Љубљана                  | 74   | металски радник                | умро након рата                                                                 | 4. септембар 1953.                             | [ 119 ] [ 117 ] [ 120 ]       |             |
| 77.  | Јован Бобот               | 1. септембар 1908. Паник, Билећа               | 3. март 1945. Брадина, Коњиц               | 37   | земљорадник                    | погинуо у борби против Немаца                                                   | 27. новембар 1953.                             | [ 1 ] [ 121 ] [ 122 ]         |             |
| 78.  | Драгослав Богавац         | 1910. Велиђе, Беране                           | 22. јун 1942. Врбница, Фоча                | 32   | правник                        | погинуо у борби против четника                                                  | 6. јул 1953.                                   | [ 55 ] [ 115 ]                | [ к ]       |
| 79.  | Петар Богдан Пеко         | 30. март 1915. Доњи Долац, Омиш                | 31. децембар 1996. Загреб                  | 81   | студент права                  | умро након рата                                                                 | 27. новембар 1953.                             | [ 1 ] [ 124 ]                 | [ л ]       |
| 80.  | Војислав Богдановић Сељо  | 1903. Раброво, Кучево                          | 8. јун 1943. Царевац, Пожаревац            | 40   | земљорадник                    | заробили га и убили четници, заједно са Бошком Вребаловим                       | 27. новембар 1953.                             | [ 1 ] [ 126 ] [ 127 ]         |             |
| 81.  | Гедеон Богдановић         | 21. јануар 1912. Црна Влас, Госпић             | 22. новембар 1987. Нови Сад                | 75   | подофицир Југословенске војске | умро након рата                                                                 | 24. јул 1953.                                  | [ 20 ] [ 128 ] [ 125 ]        |             |
| 82.  | Димитар Богоевски         | 31. октобар 1919. Болно, Ресен                 | 12. септембар 1942. Болно, Ресен           | 23   | студент                        | погинуо у борби против Бугара                                                   | 1. август 1949.                                | [ 129 ] [ 128 ]               | [ љ ]       |
| 83.  | Урош Богуновић            | 15. децембар 1914. Црна Влас                   | 27. мај 2006. Београд                      | 92   | металски радник                | умро након рата                                                                 | 27. новембар 1953.                             | [ 1 ] [ 130 ] [ 131 ]         |             |
| 84.  | Вид Бодирожа Вицука       | 1919. Каменица, Дрвар                          | 17. јануар 1945. Томпојевци, Вуковар       | 26   | тесарски радник                | погинуо у борби против Немаца, током Сремског фронта                            | 5. јул 1951.                                   | [ 48 ] [ 126 ] [ 122 ]        |             |
| 85.  | Андрија Божанић           | 15. мај 1906. Комижа, Вис                      | 29. август 1989. Сплит                     | 83   | земљорадник                    | умро након рата                                                                 | 27. новембар 1953.                             | [ 1 ] [ 73 ] [ 132 ]          |             |
| 86.  | Петар Божиновски          | 15. јануар 1920. Битољ                         | 26. септембар 1970. Скопље                 | 50   | кројачки радник                | умро након рата                                                                 | 30. јул 1952.                                  | [ 133 ] [ 134 ]               | [ м ]       |
| 87.  | Никола Божић              | 1. мај 1910. Ступовача, Кутина                 | 23. децембар 1942. околина Кутине          | 32   | земљорадник                    | погинуо у борби против Немаца                                                   | 24. јул 1953.                                  | [ 20 ] [ 136 ] [ 137 ]        |             |
| 88.  | Божо Божовић              | 13. јул 1907. Рогами, Подгорица                | 3. фебруар 1993. Београд                   | 86   | чиновник                       | умро након рата                                                                 | 10. јул 1953.                                  | [ 9 ] [ 138 ] [ 139 ]         |             |
| 89.  | Владо Божовић             | 12. новембар 1915. Подгорица                   | 12. април 2010. Подгорица                  | 95   | приватни намештеник            | умро након рата                                                                 | 27. новембар 1953.                             | [ 1 ] [ 140 ] [ 141 ]         |             |
| 90.  | Вукосав Божовић           | 23. децембар 1916. Веље Брдо, Подгорица        | 13. мај 1943. Радовче, Подгорица           | 27   | чиновник                       | погинуо у борби против четника                                                  | 27. новембар 1953.                             | [ 1 ] [ 134 ] [ 142 ]         |             |
| 91.  | Драгољуб Божовић Жућа     | 6. новембар 1922. Борач, Кнић                  | 14. март 1943. Главатичево, Коњиц          | 21   | фарбарски радник               | погинуо у борби против четника, током битке на Неретви                          | 20. децембар 1951.                             | [ 5 ] [ 134 ] [ 143 ]         |             |
| 92.  | Радислав Божовић          | 10. април 1910. Загреда, Подгорица             | 9. децембар 1942. Орахово, Подгорица       | 32   | правник                        | погинуо у борби против четника, заједно са Љубицом Поповић                      | 20. децембар 1951.                             | [ 5 ] [ 144 ] [ 141 ]         |             |
| 93.  | Радомир Божовић Рацо      | 27. март 1915. Стијена, Подгорица              | 22. март 2000. Београд                     | 85   | чиновник                       | умро након рата                                                                 | 27. новембар 1953.                             | [ 1 ] [ 140 ] [ 143 ]         |             |
| 94.  | Алекса Бојовић            | 11. септембар 1906. Касиндо, Илиџа             | 12. фебруар 1943. Цврче, Прозор            | 37   | земљорадник                    | умро од последица рањавања, током битке на Неретви                              | 20. децембар 1951.                             | [ 5 ] [ 145 ] [ 146 ]         |             |
| 95.  | Данило Бојовић            | 15. август 1909. Кута, Никшић                  | 3. март 1943. околина Никшића              | 34   | студент права                  | погинуо у борби против четника                                                  | 11. јул 1945.                                  | [ 147 ] [ 148 ] [ 149 ]       | [ н ]       |
| 96.  | Душан Бојовић             | 30. мај 1914. Кута, Никшић                     | 13. јун 1943. Тјентиште, Фоча              | 29   | студент права                  | погинуо у борби против Немаца, током битке на Сутјесци                          | 20. децембар 1951.                             | [ 5 ] [ 145 ] [ 150 ]         |             |
| 97.  | Радош Бојовић             | 1919. Чичкова, Ариље                           | 31. мај 1943. Тјентиште, Фоча              | 24   | земљорадник                    | погинуо у борби против Немаца, битке на Сутјесци                                | 6. јул 1953.                                   | [ 55 ]                        | [ њ ]       |
| 98.  | Никола Бокан              | 21. септембар 1918. Врточе, Дрвар              | 20. септембар 1944. Бања Лука              | 26   | тесарски радник                | погинуо у борбама против Немаца и усташа                                        | 5. јул 1951.                                   | [ 48 ] [ 149 ] [ 152 ]        |             |
| 99.  | Јоже Болдан               | 30. август 1915. Вишње, Иванчна Горица         | 8. јануар 1994. Љубљана                    | 79   | месарски помоћник              | умро након рата                                                                 | 21. јул 1953.                                  | [ 66 ] [ 153 ] [ 154 ]        |             |
| 100. | Богдан Болта              | 30. јун 1922. Кијани, Грачац                   | 11. септембар1944. Бачевци, Ваљево         | 22   | земљорадник                    | погинуо у борби против четника                                                  | 13. март 1945.                                 | [ 26 ] [ 155 ] [ 156 ]        |             |
| 101. | Стево Бољевић             | 17. мај 1918. Стијена, Подгорица               | 13. јун 1943. Тјентиште, Фоча              | 25   | студент                        | погинуо у борби против Немаца, током битке на Сутјесци                          | 27. новембар 1953.                             | [ 1 ] [ 153 ] [ 156 ]         |             |
| 102. | Милорад Бонџулић          | 12. октобар 1917. Отањ, Ужичка Пожега          | 10. август 1943. Предражићи, Олово         | 26   | пекарски радник                | удавио се у реци Криваји                                                        | 13. март 1945.                                 | [ 26 ] [ 157 ] [ 158 ]        |             |
| 103. | Петар Боројевић           | 5. јул 1916. Подошка, код Босанске Костајнице  | 28. септембар 1982. Београд                | 66   | земљорадник                    | умро након рата                                                                 | 27. фебруар 1948.                              | [ 159 ] [ 157 ]               | [ о ]       |
| 104. | Јоже Борштнар             | 8. новембар 1915. Литија                       | 23. март 1992. Љубљана                     | 77   | железничар-отправник возова    | умро након рата                                                                 | 15. јул 1952.                                  | [ 161 ] [ 162 ] [ 163 ]       |             |
| 105. | Перса Босанац             | 12. јул 1922. Ћералије, Подравска Слатина      | 13. јун 1943. Сирач, Бјеловар              | 21   | домаћица                       | погинула у борби против Немаца и усташа                                         | 23. јул 1952.                                  | [ 23 ] [ 164 ] [ 165 ]        |             |
| 106. | Перо Босић                | 20. мај 1922. Горња Слатина, Босански Шамац    | јануар 1945. Градачац                      | 23   | трговачки помоћник             | погинуо у борби против Немаца                                                   | 27. новембар                                   | [ 1 ] [ 166 ] [ 167 ]         |             |
| 107. | Коста Боснић              | 23. јануар 1922. Подови, Дрвар                 | 2. август 1944. Саница, Кључ               | 22   | браварски радник               | погинуо од авионске бомбе, заједно са Брацом Неметом                            | 20. децембар 1951.                             | [ 5 ] [ 81 ] [ 168 ]          |             |
| 108. | Милка Боснић              | 1928. Врточе, Дрвар                            | 25. мај 1944. Дрвар                        | 16   | ученица                        | убили је Немци, током десанта на Дрвар                                          | 17. мај 1974.                                  | [ 169 ] [ 167 ]               |             |
| 109. | Рајко Боснић              | 19. август 1920. Врточе, Дрвар                 | 31. март 1942. Јошавка Горња, Челинац      | 22   | студент пољопривреде           | заробили га и убили четници                                                     | 24. јул 1953.                                  | [ 20 ] [ 81 ] [ 168 ]         |             |
| 110. | Мило Бошковић             | 20. октобар 1911. Горњи Брчели, Бар            | 21. септембар 1944. Јасеновац              | 33   | лекар                          | убијен у логору Јасеновац                                                       | 27. новембар 1953.                             | [ 1 ] [ 170 ] [ 171 ]         | [ п ]       |
| 111. | Јефто Бошњак              | 10. мај 1918. Подосје, Билећа                  | 2. мај 1942. Брштаница, Неум               | 24   | шумарски радник                | погинуо у борби против Италијана и усташа                                       | 24. јул 1953.                                  | [ 20 ] [ 172 ]                | [ р ] [ с ] |
| 112. | Едо Брајник               | 16. август 1922. Камник                        | 3. децембар 1983. Љубљана                  | 45   | ученик                         | умро након рата                                                                 | 20. децембар 1951.                             | [ 39 ] [ 174 ] [ 175 ]        |             |
| 113. | Петар Брајовић            | 29. јун 1915. Ријека Црнојевића, Цетиње        | 20. новембар 1991. Београд                 | 76   | официр Југословенске војске    | умро након рата                                                                 | 20. децембар 1951.                             | [ 39 ] [ 176 ] [ 177 ]        |             |
| 114. | Мирко Брачич              | 16. март 1915. Трст                            | 11. децембар 1943. Кочевје                 | 28   | подофицир Југословенске војске | погинуо у борби против Немаца                                                   | 5. јул 1951.                                   | [ 48 ] [ 178 ] [ 175 ]        |             |
| 115. | Машо Бргуљан              | 26. јул 1911. Шкаљари, Котор                   | 13. август 1942. Купрес                    | 31   | земљорадник                    | погинуо у борби против усташа, током битке за Купрес                            | 10. јул 1953.                                  | [ 9 ]                         | [ т ]       |
| 116. | Томо Бреуљ                | 16. децембар 1916. Крушево, Обровац            | 22. мај 1985. Београд                      | 69   | обалски радник                 | умро након рата                                                                 | 9. октобар 1953.                               | [ 181 ] [ 182 ] [ 183 ]       |             |
| 117. | Маријан Брецељ            | 23. април 1910. Горица                         | 8. јануар 1989. Љубљана                    | 79   | правник                        | умро након рата                                                                 | 27. новембар 1953.                             | [ 1 ] [ 184 ] [ 185 ]         |             |
| 118. | Љубо Брешан               | 1913. Мостар                                   | 26. август 1943. Полог, Мостар             | 30   | механичарски радник            | стрељале га усташе, заједно са Мустафом Ћемаловићем                             | 5. јул 1951.                                   | [ 48 ] [ 178 ] [ 185 ]        |             |
| 119. | Звонко Бркић              | 18. септембар 1912. Горња Врба, Славонски Брод | 27. август 1977. Мали Лошињ, Лошињ         | 65   | геодетски техничар             | умро након рата                                                                 | 27. новембар 1953.                             | [ 1 ] [ 186 ]                 | [ ћ ]       |
| 120. | Раде Бркић                | 19. новембар 1913. Јелашиновци, Сански Мост    | 9. децембар 1992. Београд                  | 79   | земљорадник                    | умро након рата                                                                 | 27. новембар 1953.                             | [ 1 ] [ 188 ] [ 189 ]         |             |
| 121. | Хасан Бркић               | 16. јул 1913. Ливно                            | 14. јун 1965. Сарајево                     | 52   | адвокатски приправник          | умро након рата                                                                 | 27. новембар 1953.                             | [ 1 ] [ 190 ] [ 191 ]         |             |
| 122. | Миленко Брковић Црни      | 25. децембар 1912. Брињани, Кутина             | 18. септембар 1941. Зајечар                | 29   | обућарски радник               | обесили га Немци на Краљевици                                                   | 5. јул 1951.                                   | [ 48 ] [ 190 ] [ 192 ]        |             |
| 123. | Саво Брковић              | 16. јун 1906. Веље Брдо, Подгорица             | 9. октобар 1991. Титоград                  | 85   | студент права                  | умро након рата                                                                 | 27. новембар 1953.                             | [ 1 ] [ 179 ] [ 193 ]         |             |
| 124. | Јанко Бродарич            | 1. октобар 1922. Росалнице, Метлика            | јесен 1943. Вељун, Слуњ                    | 21   | браварски радник               | погинуо у борби против усташа                                                   | 27. новембар 1953.                             | [ 1 ] [ 194 ] [ 193 ]         |             |
| 125. | Јосип Броз Тито           | 7. мај 1892. Кумровец, Клањец                  | 4. мај 1980. Љубљана                       | 88   | партијски радник               | умро након рата                                                                 | 18. новембар 1944. 15. мај 1972. 16. мај 1976. | [ 195 ] [ 196 ] [ 197 ]       | [ у ]       |
| 126. | Живко Бронзић             | 7. април 1921. Свињица, Петриња                | 2. фебруар 1943. Рипач, Бихаћ              | 22   | земљорадник                    | погинуо у борби против Немаца                                                   | 30. април 1943.                                | [ 198 ] [ 199 ] [ 200 ]       |             |
| 127. | Лео Брук                  | 29. септембар 1910. Ријека Дубровачка          | 26. фебруар 1943. Челебићи, Коњиц          | 33   | угоститељски радник            | погинуо у борби против Италијана, домобрана и четника, током битке на Неретви   | 24. јул 1953.                                  | [ 20 ] [ 199 ] [ 200 ]        |             |
| 128. | Никола Бубало             | 15. фебруар 1921. Решетар, Кореница            | фебруар 1943. Брадина, Коњиц               | 22   | рудар                          | погинуо у борби против Немаца, током битке на Неретви                           | 20. децембар 1951.                             | [ 5 ] [ 201 ] [ 202 ]         |             |
| 129. | Стјепан Бубанић           | 25. новембар1913. Лештаковец, Вараждин         | 19. март 1943. Загреб                      | 30   | физички радник                 | погинуо у борби против усташке полиције, заједно са Иваном Мечаром              | 24. јул 1953.                                  | [ 20 ] [ 203 ] [ 204 ]        |             |
| 130. | Виктор Бубањ              | 3. децембар 1918. Фужине, Делнице              | 15. октобар 1972. Београд                  | 54   | грађевински техничар           | умро након рата                                                                 | 27. новембар 1953.                             | [ 1 ] [ 205 ] [ 204 ]         |             |
| 131. | Драган Бубић              | 1911. Стружец, Кутина                          | 24. септембар 1941. Масловаре, Котор Варош | 30   | молерски радник                | погинуо у борби против усташа                                                   | 27. новембар 1953.                             | [ 1 ] [ 206 ] [ 207 ]         |             |
| 132. | Дивко Будак               | 24. фебруар 1897. Карлобаг                     | 17. јул 1941. Загреб                       | 44   | приватни намештеник            | стрељале га усташе у Дотршћини                                                  | 24. јул 1953.                                  | [ 20 ] [ 208 ] [ 209 ]        |             |
| 133. | Ђузепе Будицин Пино       | 27. април 1911. Ровињ                          | 7. фебруар 1944. Ровињ                     | 33   | берберски радник               | стрељали га Италијани                                                           | 26. септембар 1973.                            | [ 52 ] [ 209 ]                |             |
| 134. | Ивица Бујић               | 1913. Сисак                                    | 28. август 1942. Гојло, Кутина             | 29   | металски радник                | погинуо у борби против Немаца                                                   | 20. децембар 1951.                             | [ 5 ] [ 208 ] [ 210 ]         |             |
| 135. | Владимир Букилић Поп Мићо | 1919. Велика Браина, Медвеђа                   | 28. март 1944. Бели Камен, Прокупље        | 25   | ученик богословије             | погинуо у борби против Немаца                                                   | 9. октобар 1953.                               | [ 211 ] [ 212 ] [ 213 ]       |             |
| 136. | Франц Буковец             | 14. март 1910. Верје, Љубљана                  | 21. септембар 1942. Внање Горице, Љубљана  | 32   | металостругарски радник        | погинуо од непријатељске мине                                                   | 15. јул 1952.                                  | [ 161 ] [ 214 ] [ 215 ]       |             |
| 137. | Мирослав Букумировић      | 4. јун 1914. Шетоње, Петровац на Млави         | 10. јун 1942. Београд                      | 28   | правник                        | извршио самоубиство у затвору Специјалне полиције                               | 6. јул 1953.                                   | [ 20 ]                        | [ ф ]       |
| 138. | Раде Булат                | 28. август 1920. Вргинмост                     | 25. јануар 2013. Загреб                    | 93   | студент технике                | умро након рата                                                                 | 24. јул 1953.                                  | [ 20 ] [ 216 ]                | [ х ]       |
| 139. | Урош Булатовић            | 13. јануар 1918. Лијешње, Колашин              | 15. јун 1988. Београд                      | 70   | земљорадник                    | умро након рата                                                                 | 9. октобар 1953.                               | [ 181 ] [ 218 ] [ 219 ]       |             |
| 140. | Саво Бурић                | 11. јануар 1915. Загреда, Даниловград          | 16. јун 1963. Београд                      | 48   | студент права                  | умро након рата                                                                 | 20. децембар 1951.                             | [ 4 ] [ 39 ] [ 220 ]          | [ ц ]       |
| 141. | Станко Бурић              | 1920. Загреда, Даниловград                     | 29. март 1943. Врело, Липљан               | 23   | студент технике                | погинуо у борби против албанских жандарма                                       | 6. јул 1953.                                   | [ 55 ] [ 222 ]                | [ ч ]       |
| 142. | Марија Бурсаћ             | 2. август 1920. Каменица, Дрвар                | 23. септембар 1943. Видово Село, Дрвар     | 23   | домаћица                       | умрла од последица рана задобијених приликом напада на Пркосе                   | 15. октобар 1943.                              | [ 224 ] [ 222 ] [ 225 ]       |             |
| 143. | Рифат Бурџовић            | 11. фебруар 1913. Бијело Поље                  | 2. октобар 1942. Трново, Мркоњић Град      | 29   | студент права                  | заробили га и убили четници, заједно са Владимиром Кнежевићем и Томашем Жижићем | 25. септембар 1944.                            | [ 226 ] [ 218 ] [ 227 ]       |             |
| 144. | Анка Буторац              | 27. август 1903. Доње Пазариште, Госпић        | 22. јануар 1942. Костајница                | 37   | текстилна радница              | умрла у болници од последица мучења у усташкој полицији                         | 14. децембар 1949.                             | [ 35 ] [ 36 ] [ 228 ] [ 229 ] |             |
| 145. | Адем Бућ                  | 14. децембар 1914. Бивоље Брдо, Чапљина        | 9. децембар 1943. Сарајево                 | 29   | геометар                       | убила га у затвору усташка полиција                                             | 26. јул 1949.                                  | [ 230 ] [ 203 ] [ 207 ]       |             |
| 146. | Бошко Буха                | 1926. Градина, Вировитица                      | 27. септембар 1943. Јабука, Пријепоље      | 17   | ученик                         | погинуо у борби против четника                                                  | 20. децембар 1951.                             | [ 4 ] [ 5 ] [ 206 ] [ 210 ]   |             |
| 147. | Махмут Бушатлија Буш      | 17. фебруар 1915. Бугојно                      | 17. октобар 1941. Тузла                    | 26   | студент права                  | умро у болници, од последица рањавања од стране усташа                          | 26. јул 1945.                                  | [ 231 ] [ 232 ] [ 225 ]       |             |